# Alfa Romeo Proteo
L' Alfa Romeo 164 Proteo est un concept car produit par Alfa Romeo et présenté au Salon de l'automobile de Genève en mars 1991. Ce modèle unique est visible au Musée historique Alfa Romeo d'Arese.

## Histoire
Le projet Alfa Romeo 164 Proteo est dû à Walter de Silva, à cette époque responsable du Centro Stile Alfa Romeo. La direction de la firme milanaise, sous l'impulsion de Gianni Agnelli voulait créer une voiture qui occupe un nouveau segment de marché, les Coupé cabriolet, type de carrosserie inauguré par la Lancia Augusta en 1934 et repris par Peugeot avec les 301 et 601.
L'appellation "Proteo", venant de la mythologie grecque Protée divinité marine, fut choisie pour souligner les nombreuses possibilités de transformation de la carrosserie.
En mars 1991, 18 mois seulement après le lancement du projet, l'Alfa Romeo 164 Proteo est présentée officiellement en première mondiale au Salon de l'automobile de Genève comme une "voiture laboratoire coupé-spider". Le constructeur déclara, lors de sa présentation, que ce modèle n'avait pas vocation à rester un simple dream car, ma devenir un modèle à être produit en petite série sous trois ans. Ce prototype donnera naissance aux Alfa Romeo GTV & Spider (916) en 1994.
La définition de "voiture-laboratoire" a parfaitement convenu à ce projet non seulement pour ses aspects novateurs et pour les techniques de pointe mises au point tant pour la conception que pour la réalisation de la voiture. Ce fut le premier modèle conçu au sein du groupe Fiat totalement avec des Computer-Aided Manufacturing de sa propre invention.

## Le prototype 164 Proteo
La structure de base de la 164 Proteo reprend celle qui a servi aux berlines grandes routières Lancia Thema, Saab 9000, Fiat Croma et Alfa Romeo 164, la plateforme Fiat Tipo 4 dont l'empattement est raccourci de 20 cm pour augmenter, s'il en était besoin, la rigidité tortionnelle, atteignant une valeur telle que le châssis pourra résister sans aucune contrainte aux conditions les plus extrêmes et supporter toutes les sollicitations engendrées par l'absence de pavillon et de l'augmentation de puissance du nouveau moteur Alfa Romeo V6 (Busso) 24v développant 260 Ch DIN.
Ce nouveau moteur a été accouplé dès l'origine à la transmission intégrale Viscomatic. Il s'agit d'un système original Alfa Romeo capable de faire varier le couple transmis en modifiant la quantité de fluide qui agit sur le différentiel épicycloïdal placé entre les deux essieux. La variation de pression est assurée da un piston géré par une centrale électronique reliée à de nombreux capteurs qui traitent les informations et gèrent en fonction de la vitesse, du l'angle de la direction, de l'accélération, du freinage et du régime de rotation du moteur.
Dans la pratique, le système favorise la répartition de la traction sur les roues avant dans des conditions "normales", mais en cas de brusque accélération ou de perte d'adhérence d'une roue, la traction est redistribuée sur les quatre roues. En cas de freinage appuyé, les roues des deux essieux sont laissées indépendantes afin de ne pas influer sur le fonctionnement de l'ABS.
On peut également souligner la technique des quatre roues directrices : le train avant reste commandé de manière traditionnelle, le train arrière est géré en fonction de la vitesse, jusqu'à un maximum de 5% de l'angle des roues avant.
Naturellement, la nouveauté extérieure la plus remarquée sur le prototype fut le système d'ouverture du pavillon et de son rangement automatique dans le coffre ce qui transformait le Coupé en Spider en appuyant simplement sur un bouton au tableau de bord.